# Заволжский (разъезд)
Заволжский — железнодорожный разъезд Волго-Камского региона Куйбышевской железной дороги, находится на участке с тепловозной тягой железнодорожной линии «Ульяновск — Чишмы». Начало эксплуатации — 1931 год. Расположен в микрорайоне Нижняя Терраса Ульяновска.

## История
В 1912 году, от станции Часовня-Верхняя, через слободу Королёвка, начали строить железнодорожную ветку к строящемуся железнодорожному мосту через Волгу. Проект был разработан крупнейшим учёным, профессором Петербургского института инженеров путей сообщения Н. А. Белелюбским. Императорский мост официально был открыт 5 октября 1916 г, Первое (временное) пассажирское движение по мосту открылось 1 декабря 1916 года. Открытие моста через Волгу сделало Симбирск узлом двух железных дорог: Московско-Казанской и Волго-Бугульминской.
В 1931 году из-за загруженности железнодорожной линии был построен железнодорожный разъезд, названный «Заволжский», а вдоль разъезда был построен посёлок для семей сотрудников, обслуживающих железнодорожную инфраструктуру разъезда, южнее — посёлок «901 км». Также от разъезда была проложена железнодорожная ветка до станции «Машзавод» (ныне о. п. «Завод имени Володарского», код ЕСР 645524). Железнодорожная ветка действовала до 1958 года, до постройки автомобильного моста, затем была снесена.

## Деятельность
На станции осуществляются:
- Посадка и высадка пассажиров на поезда пригородного и местного сообщения. Приём и выдача багажа не производится.

## Дальнее следование по станции
По состоянию на май 2024 год через станцию курсируют следующие поезда дальнего следования:

### Круглогодичное движение поездов
| № поезда | Маршрут движения      | № поезда | Маршрут движения      |
| -------- | --------------------- | -------- | --------------------- |
| 63       | Димитровград — Москва | 64       | Москва — Димитровград |
| 115      | Уфа — Москва          | 116      | Москва — Уфа          |
| 347      | Уфа — Санкт-Петербург | 348      | Санкт-Петербург — Уфа |
| 353      | Пермь — Адлер         | 354      | Адлер — Пермь         |
| 391      | Челябинск — Москва    | 392      | Москва — Челябинск    |
| 609      | Уфа — Ульяновск       | 610      | Ульяновск — Уфа       |

### Сезонное движение поездов
| № поезда | Маршрут движения      | № поезда | Маршрут движения      |
| -------- | --------------------- | -------- | --------------------- |
| 251      | Димитровград — Москва | 252      | Москва — Димитровград |
| 451      | Ижевск — Адлер        | 452      | Адлер — Ижевск        |

## Галерея

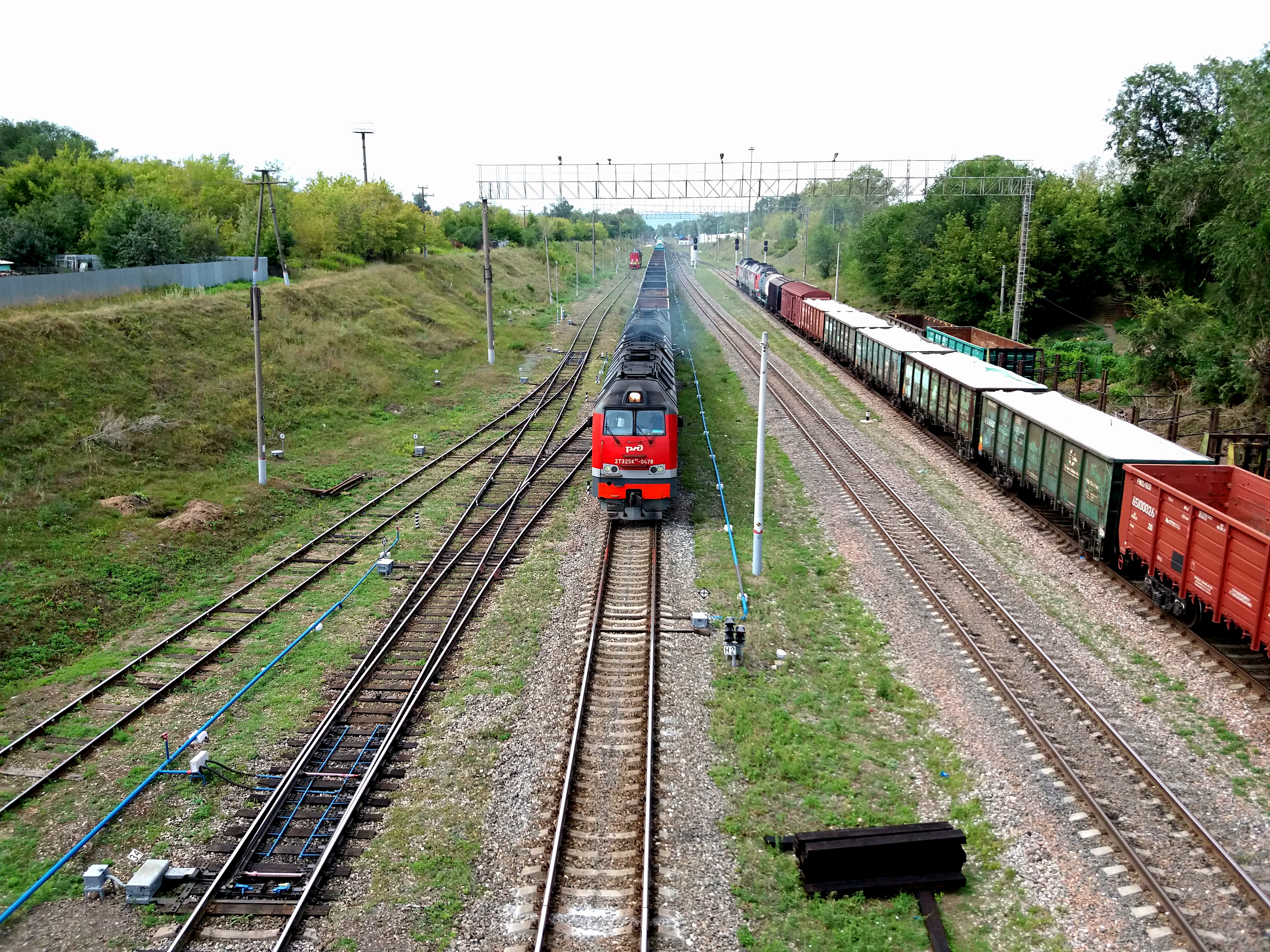
На ж/д станции.
Димитровградское шоссе и начало станции.
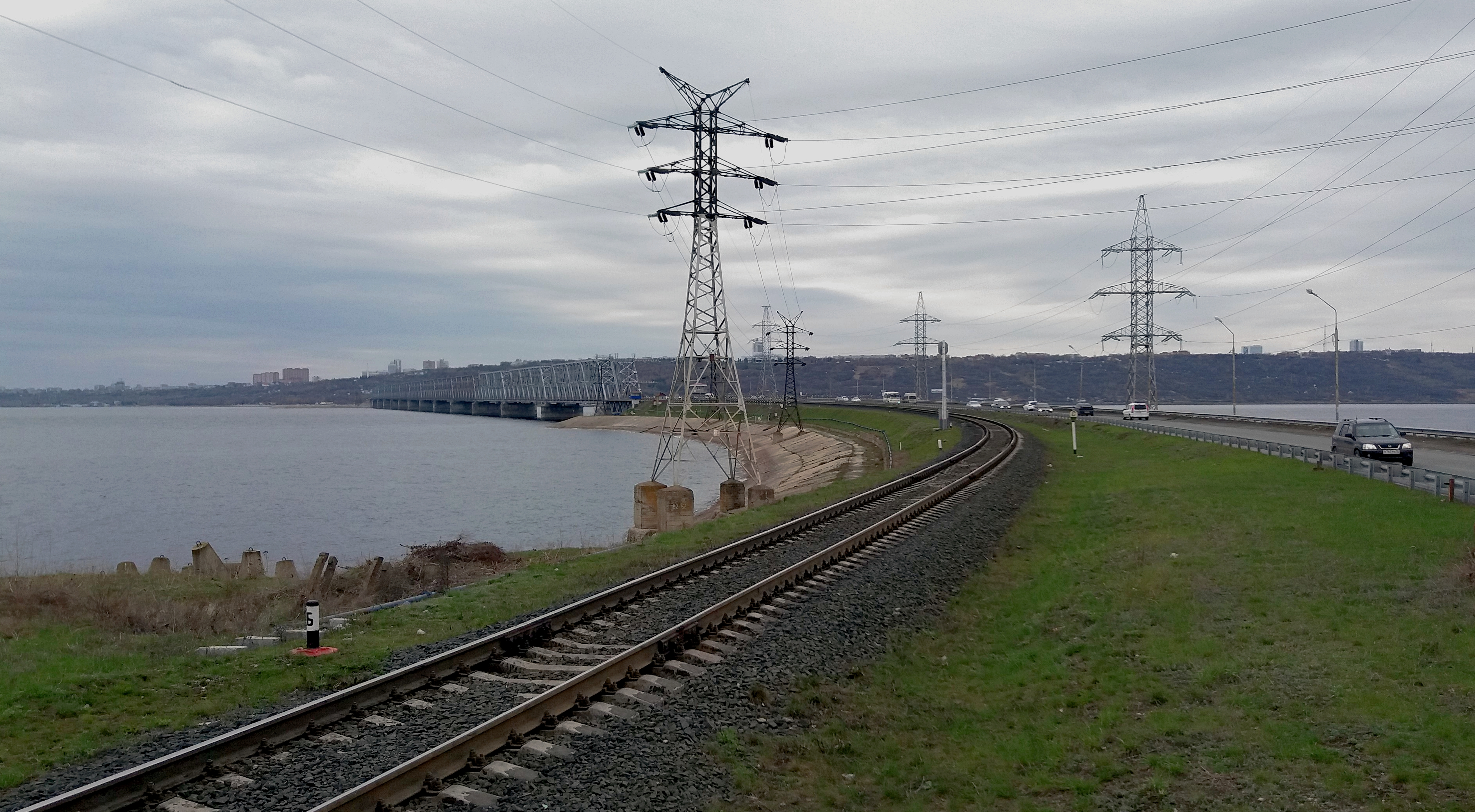
Ж/д и Императорский мост.